# Archibald Douglas (1er comte de Forfar)
Pour les articles homonymes, voir Archibald Douglas.
Archibald Douglas, 1er comte de Forfar, 2e comte d'Ormonde (3 mai 1653 - 11 novembre 1712) est un pair écossais.

## Biographie
Il est le deuxième fils et le plus jeune enfant d'Archibald Douglas, comte d'Angus et 1er comte d'Ormond, et de sa deuxième épouse, Jean Wemyss, la fille de David Wemyss (2e comte de Wemyss) et Anna Balfour de Burleigh. Il est également le plus jeune demi-frère de James Douglas (2e marquis de Douglas) et le frère cadet de Margaret Douglas, épouse d'Alexander Seton (1er vicomte de Kingston).
Il est nommé comte de Forfar et seigneur de Wandell et Hartside le 2 octobre 1661 à l'âge de huit ans. Il épouse Robina Lockhart (née en 1662-décédée en 1741), fille de William Lockhart de Lee et de Robina Sewster, le 19 août 1679 à la Lincoln's Inn Chapel, Londres, Angleterre.
Son fils unique, Archibald Douglas (2e comte de Forfar), est né en 1692.
Il est conseiller privé du roi Guillaume III et de la reine Anne de 1689 jusqu'à sa mort en 1712. Il est commissaire du sceau privé de 1689 à 1690 et commissaire au Trésor de 1704 à 1705.
En 1700, il déménage la résidence familiale du Château de Bothwell à son nouveau manoir, Bothwell House, qui est surnommé « le nouveau château de Bothwell ».
Il vote pour l'Acte d'Union en 1707, ayant prétendument reçu 100 £ en paiement des Anglais.
Il meurt le 11 novembre 1712 et est inhumé à l’église Bothwell, en Écosse.